# Grönländische Fußballmeisterschaft 1984
Die Grönländische Fußballmeisterschaft 1984 war die 22. Spielzeit der Grönländischen Fußballmeisterschaft.
Meister wurde zum sechsten Mal innerhalb von acht Jahren und zum dritten Mal in Folge der Rekordmeister N-48 Ilulissat.

## Teilnehmer
Es sind lediglich die Teilnehmer der Schlussrunde bekannt. Dies waren:
- UB-68 Uummannaq
- Disko-76 Qeqertarsuaq
- N-48 Ilulissat
- Kâgssagssuk Maniitsoq
- NÛK
- Nagtoralik Paamiut

## Modus
Der Modus der Meisterschaft entsprach dem der Vorjahre. Es qualifizierten sich sechs Mannschaften für die in Ilulissat ausgetragene Schlussrunde, die in zwei Dreiergruppen eingeteilt wurden. Anschließend wurde im K.-o.-System der Meister ausgespielt.

## Ergebnisse
Alle Spiele fanden in Ilulissat statt.

### Vorrunde
Gruppe 1
| Pl. | Verein             | Sp. | S | U | N | Tore    | Punkte |
| --- | ------------------ | --- | - | - | - | ------- | ------ |
| 1.  | NÛK                | 2   | 2 | 0 | 0 | 011:100 | 04     |
| 2.  | Nagtoralik Paamiut | 2   | 1 | 0 | 1 | 003:600 | 02     |
| 3.  | UB-68 Uummannaq    | 2   | 0 | 0 | 2 | 001:800 | 0      |

| Datum             |                 | Ergebnis |                    |
| ----------------- | --------------- | -------- | ------------------ |
| 6. September 1984 | NÛK             | 6:0      | UB-68 Ilulissat    |
| 7. September 1984 | UB-68 Ilulissat | 1:2      | Nagtoralik Paamiut |
| 8. September 1984 | NÛK             | 5:1      | Nagtoralik Paamiut |

Gruppe 2
| Pl. | Verein                | Sp. | S | U | N | Tore    | Punkte |    |
| --- | --------------------- | --- | - | - | - | ------- | ------ | -- |
| 1.  | N-48 Ilulissat        | 2   | 2 | 0 | 0 | 004:100 | +3     | 04 |
| 2.  | Disko-76 Qeqertarsuaq | 2   | 1 | 0 | 1 | 002:300 | −1     | 02 |
| 3.  | Kâgssagssuk Maniitsoq | 2   | 0 | 0 | 2 | 002:400 | −2     | 0  |

| Datum        |                       | Ergebnis |                       |
| ------------ | --------------------- | -------- | --------------------- |
| 6. Sep. 1984 | N-48 Ilulissat        | 2:1      | Kâgssagssuk Maniitsoq |
| 7. Sep. 1984 | Disko-76 Qeqertarsuaq | 2:1      | Kâgssagssuk Maniitsoq |
| 8. Sep. 1984 | Disko-76 Qeqertarsuaq | 0:2      | N-48 Ilulissat        |

### Platzierungsspiele
Halbfinale
| Datum              |                | Ergebnis        |                       |
| ------------------ | -------------- | --------------- | --------------------- |
| 10. September 1984 | NÛK            | 2:2 (3:5 i. E.) | Disko-76 Qeqertarsuaq |
| 10. September 1984 | N-48 Ilulissat | 8:1             | Nagtoralik Paamiut    |

Das Spiel um Platz 5 wurde wie zwei Jahre zuvor spontan nicht ausgetragen.
Spiel um Platz 3
| Datum              |     | Ergebnis |                    |
| ------------------ | --- | -------- | ------------------ |
| 12. September 1984 | NÛK | 3:1      | Nagtoralik Paamiut |

Finale
| Datum              |               | Ergebnis  |                       |
| ------------------ | ------------- | --------- | --------------------- |
| 13. September 1984 | N48 Ilulissat | 3:0 (2:0) | Disko-76 Qeqertarsuaq |